# Pallavicinia spinosa
Pallavicinia spinosa là một loài rêu trong họ Pallaviciniaceae. Loài này được (Gottsche) Stephani mô tả khoa học đầu tiên năm 1900.